# Лінготто
Лінготто (італ. Lingotto) — назва району Турина, Італія, а також назва будівлі Лінготто на вулиці Ніцца. Колись у ньому розташовувався автомобільний завод, побудований італійською автомобільною компанією Fiat, а сьогодні — адміністративний штаб виробника та багатофункціональний центр, спроектований архітектором Ренцо Піано.

## Історія
Будівництво почалося в 1916 році, а урочисте відкриття відбулося в 1923 році. Проект молодого архітектора Джакомо Матте-Трукко був незвичайним тим, що він мав п’ять поверхів, із сировиною, що надходила на першому поверсі, і автомобілями, побудованими на лінії, яка йшла вгору через будівлю. Готові автомобілі вийшли на рівень даху, щоб вийти на тестовий трек. Будівництво здійснювала компанія GA Porcheddu. На той час це був найбільший автомобільний завод у світі. Для свого часу будівля Лінготто була авангардною, впливовою та вражаючою — Ле Корбюзьє назвав її «однією з найвражаючих пам’яток промисловості» та «орієнтиром для містобудування». За весь час існування там було випущено 80 різних моделей автомобілів, у тому числі Fiat Topolino 1936 року.